# 李志鵬 (香港)
李志鵬，香港商人及前公務員，現任職啦啦快送企業事務總監，曾擔任香港駐柏林經濟貿易辦事處處長等要職。他先後於香港大學取得法学士學位及法学专业证书。畢業後，他在2005年加入香港政府任職政務主任，及後在2010年代中擔任食物及衞生局衞轄下的醫療規劃及發展統籌處副處長，曾協助港府推出自願醫保計劃。他在2018年放外香港駐柏林經濟貿易辦事處，於8月6日起擔任處長。他於2021年10月31日卸任處長並辭任公務員，改於啦啦快送擔任企業事務總監，而處長則改由司徒加敏接任。

## 外部連結
- 李志鵬的個人官方領英頁面 （页面存档备份，存于）

| 政府职务        | 政府职务                                                  | 政府职务          |
| --------------- | --------------------------------------------------------- | ----------------- |
| 前任者： 何小萍 | 香港駐柏林經濟貿易辦事處處長 2018年8月6日－2021年10月31日 | 繼任者： 司徒加敏 |